# 黄玉宽口梭螺
黄玉宽口梭螺（学名：Aperiovula robertsoni）为梭螺科宽口梭螺属的动物。分布于日本、台湾岛等地。该物种的模式产地在日本土佐。